# Proctotrupes gravidator
Proctotrupes gravidator är en stekelart som först beskrevs av Carl von Linné 1758.  Proctotrupes gravidator ingår i släktet Proctotrupes, och familjen svartsteklar. Arten är reproducerande i Sverige.